# Compagnie des mines de Thivencelle
La Compagnie des mines de Thivencelle était une compagnie minière qui exploitait la houille à l'aide de plusieurs fosses établies dans les communes de Fresnes-sur-Escaut et Thivencelle, tout à l'est du Bassin minier du Nord-Pas-de-Calais.
Vers 1837, pendant la période d'engouement pour les sociétés de houille, les sociétés de Thivencelle, Fresnes-Midi et Condéenne effectuent des sondages dans une partie encore inexploitée du bassin, alors que le charbon y avait été découvert quelques kilomètres plus au nord le 3 février 1720 à la Jeanne Colard no 1. Ces trois compagnies fusionnent, et trois concessions leur sont accordées par le décret du 10 septembre 1841, celles d'Escaupont, de Thivencelle, et de Saint-Aybert, pour une superficie de 1 546 hectares.
Plusieurs fosses sont ouvertes : l'avaleresse Bruneau et la fosse Pureur sont un échec, mais la fosse Soult no 1, ouverte en 1839 commence à produire dès l'année suivante. La fosse Soult no 2, établie dès 1839, ne voit son fonçage commencer qu'en 1845. La mise en route de la fosse Saint Pierre a connu bien des retardements, et n'a commencé à réellement produire qu'après la crise charbonnière de 1873, quand la Compagnie a eu l'occasion de le reprendre. Enfin, la fosse Saint-Aybert est la dernière à avoir été ouverte par la Compagnie, en 1925.
Lors de la Nationalisation, la Compagnie fait partie du Groupe de Valenciennes et cesse d'exister, les fosses Soult continuent d'extraire jusque 1947 puis sont affectées au service et à l'aérage de la concentration Ledoux avec les fosses Saint Pierre grand puits et Saint-Aybert. Les fosses Soult ferment en 1970, Saint-Aybert en 1956, et Saint Pierre en 1989.

## Historique
Pour des articles plus généraux, voir Charbonnage et Bassin minier du Nord-Pas-de-Calais.

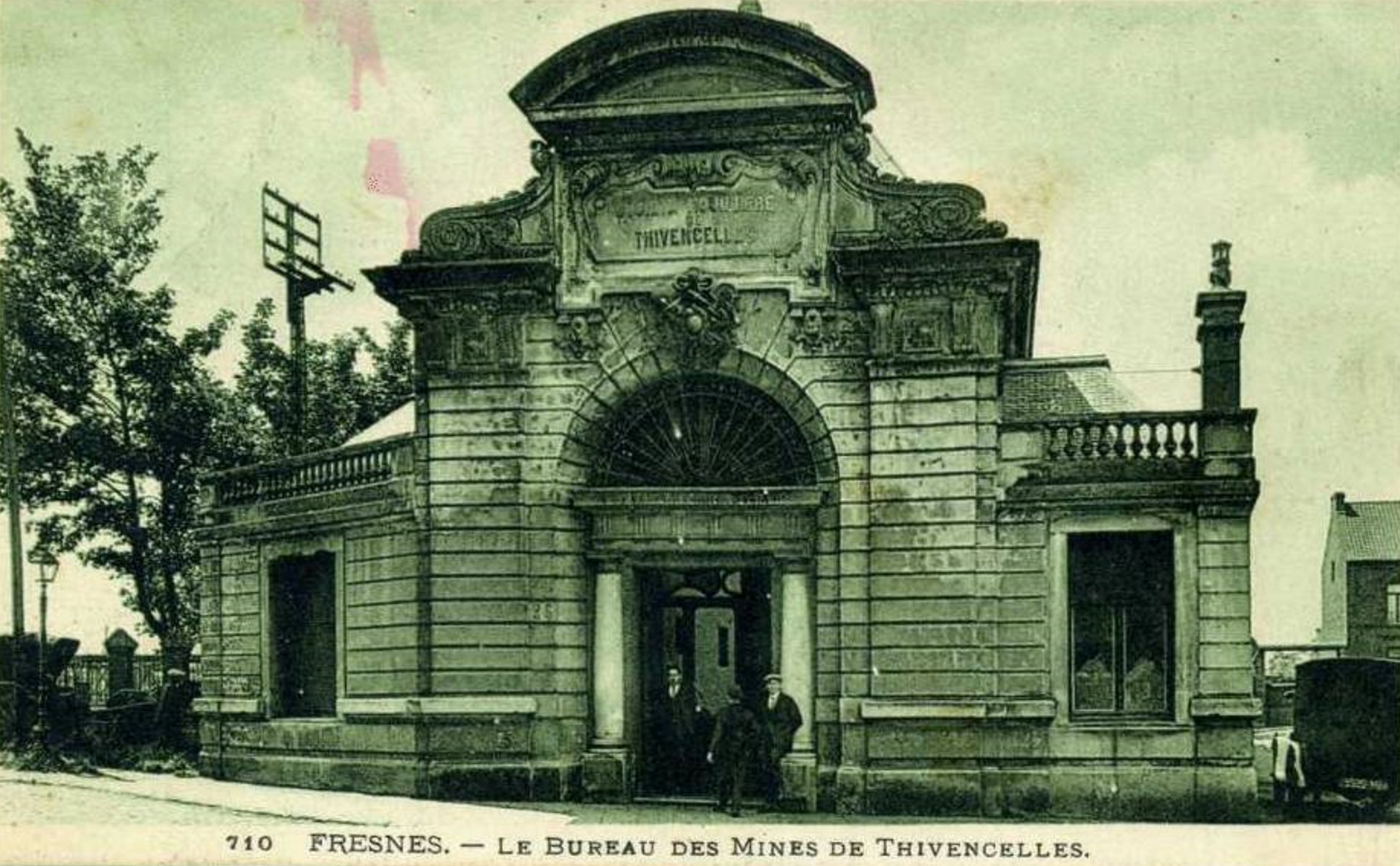
Le Bureau des Mines de Thivencelle, à Fresnes-sur-Escaut.

Les années 1830 - 1840 se caractérisent par un grand élan pour les entreprises industrielles de toute nature, particulièrement pour les mines de houille. Dans le Nord, cet engouement fait suite à la découverte par la toute récente compagnie des mines de Douchy d'un riche gisement de charbon gras. Le sol, ou un vingt-sixième de cette compagnie, qui se vendait à peine 2 230 francs en février 1833, atteint en janvier 1834 le prix exorbitant de 300 000 francs. Les demandes de concessions se multiplient dans la région (il y en aura jusqu'à 70 en 1837). Cette fièvre des recherches de charbon a pour conséquence la création d'un grand nombre de compagnies ou de sociétés, dont peu finalement sont parvenues à durer.
À partir de 1837, la crise houillère encourage de nombreuses sociétés de recherches à entreprendre des sondages dans les zones non encore concédées dans les environs de Condé-sur-l'Escaut. Les sociétés de recherches survivantes, celles de Thivencelle, Fresnes-Midi et Condéenne, ouvrent des fosses à Thivencelle et Fresnes-sur-Escaut après avoir effectué des sondages,.
En 1838, la Compagnie Lenglet, aussi dénommée Compagnie de Fresnes-Midi implante la fosse Soult no 1 à Fresnes-sur-Escaut sur une zone que la Compagnie d'Anzin croit posséder en vertu de l'arrêté du Directoire du 29 Ventôse de l'An VII. L'arrêté n'est pas explicite, l'ingénieur en chef chargé de la délimitation décide donc que cette dernière n'est pas possible, et qu'une nouvelle décision gouvernementale est nécessaire. Le 3 août 1839, la Compagnie d'Anzin fait opposition à la demande de concession formulée par la Compagnie de Fresnes-Midi mais l'ordonnance royale du 10 septembre 1841 accorde la préférence à la nouvelle Société de Thivencelle.
Les trois compagnies fusionnent, et trois concessions leur sont accordées le 10 septembre 1841 : la concession d'Escaupont sur 110 hectares, la concession de Thivencelle sur 941 hectares, et la concession de Saint-Aybert sur 445 hectares, soit un total de 1 546 hectares,.

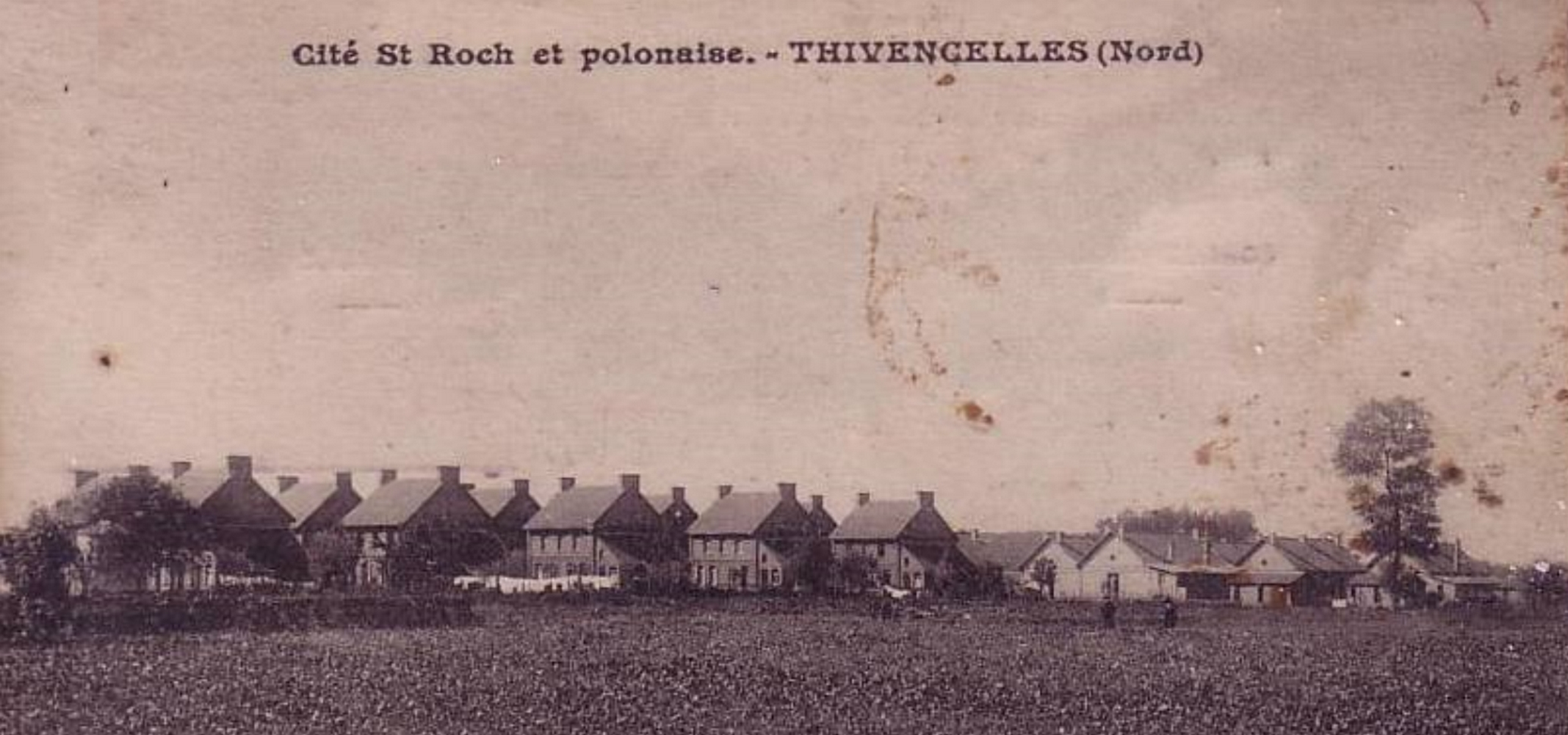
La cité Saint Roch et polonaise, à Thivencelle.

En 1895, 565 ouvriers sont employés par la Compagnie, dont 419 au fond, et 146 au jour ; 46 105 tonnes sont produites à la fosse Soult, et 100 005 tonnes à Saint Pierre. Un lavoir est installé près de la fosse Soult. Une voie ferrée relie la fosse Soult à son quai d'embarquement sur le canal de l'Escaut à Fresnes-sur-Escaut, et à la fosse Saint Pierre qui possède son propre quai d'embarquement sur le canal Mons-Condé.
Après la Première Guerre mondiale, les installations sont détruites. Deux nouvelles installations de criblage-lavoir sont installées aux fosses Soult et Saint Pierre, deux centrales électriques, ainsi que deux presses à boulets, capables d'en produire 300 tonnes par jour. À cette période, 880 ouvriers au fond et 414 au jour permettent à la Compagnie de produire sur ses deux sites 95 900 tonnes à Soult, et 90 300 tonnes à Saint Pierre. La Compagnie possède aussi deux caisses de secours, 537 maisons et une école primaire.
En 1939, la fosse Soult a produit 92 245 tonnes de charbon, et la fosse Saint Pierre 214 490 tonnes.

## Les fosses
Il y a eu huit puits de mine, répartis sur cinq fosses et deux avaleresses.

### Avaleresse Bruneau
50° 26′ 10″ N, 3° 38′ 37″ E
Une première fosse est tentée à Thivencelle (ou Crespin) en 1838 ou 1839, par la Compagnie de Thivencelle, dans une zone où les morts-terrains ont une épaisseur de 200 mètres. L'avaleresse Bruneau est abandonnée la même année après avoir traversé plus de cent mètres de craie. Le puits, d'un diamètre de 3,30 mètres, est profond de 86 mètres. Charbonnages de France ne semble pas avoir matérialisé la tête de puits, une stèle indique son emplacement, il n'est donc pas surveillé par le BRGM.

### Avaleresse Crespin
50° 26′ 09″ N, 3° 38′ 25″ E
L'avaleresse Crespin a été ouverte à Crespin, à environ 230 mètres à l'ouest de l'avaleresse Bruneau, avec un diamètre de 3,30 mètres. Le puits est abandonné en 1839.

### Fosse Pureur
| No | Épaisseur | Profondeur |
| -- | --------- | ---------- |
| 7  | 80 cm     | 349,21 m   |
| 6  | 97 cm     | 305,74 m   |
| 5  | 22 cm     | 288,96 m   |
| 4  | 14 cm     | 285,56 m   |
| 3  | 30 cm     | 278,56 m   |
| 2  | 10 cm     | 258,57 m   |
| 1  | 12 cm     | 232,85 m   |

50° 27′ 00″ N, 3° 36′ 58″ E
La fosse Pureur est ouverte en 1838 à Thivencelle, et non Saint-Aybert, dans la concession de Saint-Aybert, près du Canal Mons-Condé, à 1 700 mètres environ à l'est du chocher de Saint-Aybert. Le terrain houiller est rencontré à la profondeur de 138 mètres, le puits traverse plusieurs veines de charbon, puis est arrêté 200 mètres,. Les quatre veines sont Quinet, à 144 mètres, de cinquante centimètres d'ouverture, Pureur, à 155 mètres, de 80 centimètres d'ouverture, Hugon à 172 mètres et Veine à filons à 188 mètres.
Le puits, exécuté avec négligence, n'est pas vertical et la solidité du cuvelage laisse à désirer, des fuites ont même lieu. La réfection du puits est donc est entreprise, mais le 7 janvier 1844, une pompe d'exhaure rompt ses attaches et culbute dans le puits qui est abandonné,, avant d'avoir pu fournir des renseignements précis sur la régularité des terrains traversés.
La fosse est continuée en 1859 par un sondage qui a été poussé de la profondeur de 200 mètres à celle de 352 mètres,. Six veines ou veinules ont été recoupées, dont trois veines épaisses de 1,10 mètre, 97 et 80 centimètres respectivement à 259, 306 et 349 mètres, et trois veinules épaisses de 12, 30 et 22 centimètres respectivement à 233, 279 et 289 mètres,.
Charbonnages de France ne semble pas avoir matérialisé la tête de puits, il n'est donc pas surveillé par le BRGM.

### Fosse Soultno1
50° 25′ 48″ N, 3° 34′ 45″ E

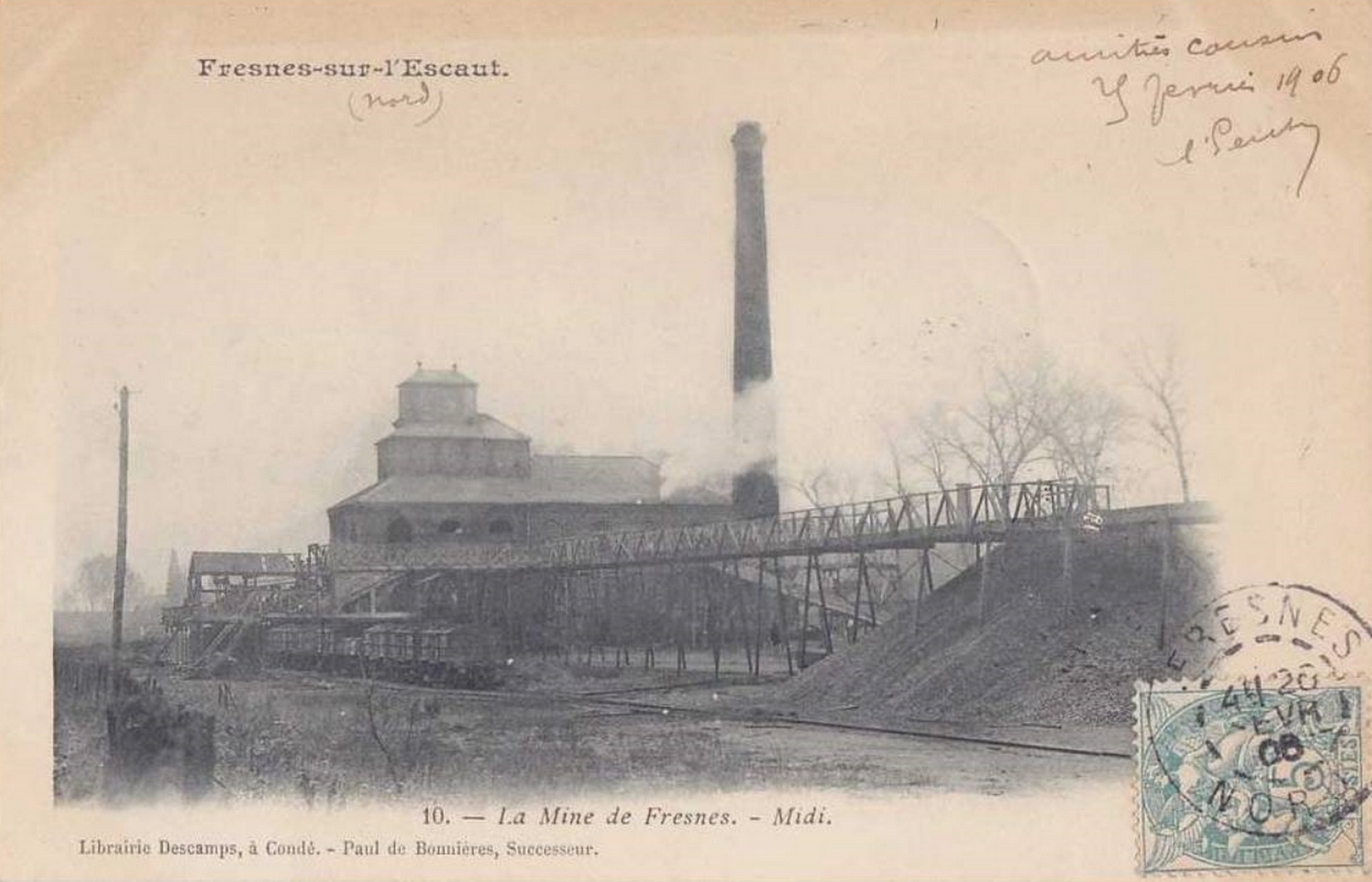
La fosse Soult no 1 en 1906.

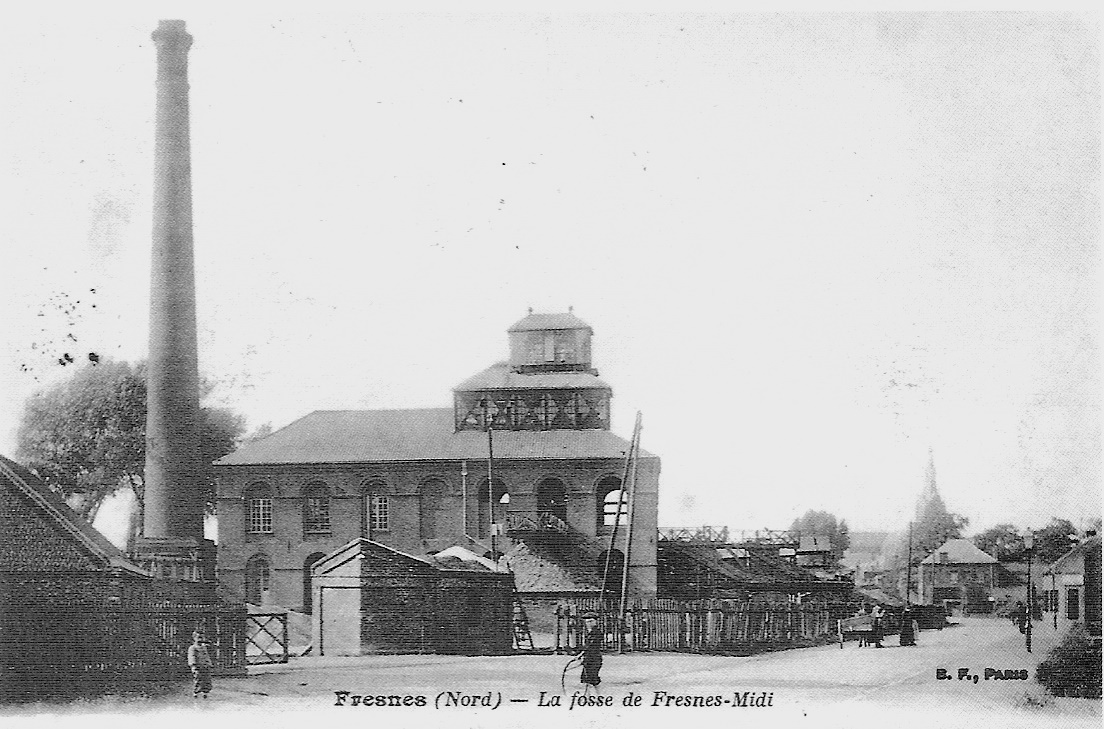
La fosse Soult no 1 vers 1900.

Les travaux débutent le 18 septembre 1838 près du pont de Fresnes sur la rive droite du vieil Escaut, à Fresnes-sur-Escaut, à 750 mètres au sud-est de la fosse Bonne Part. Le fonçage est fait en toute discrétion à partir de 1839 : un hangar est construit afin d'abriter soi-disant une tonnellerie. Un sondage est alors entrepris à l'abri de regards, et pendant ce temps, à Vicq, les palplanches destinées au fonçage du puits sont préparées. À cette époque, la fosse est nommée fosse Lenglet. Elle est établie sur la concession d'Escaupont.
La Compagnie Lenglet fait venir Augustin Bouillez, ancien conducteur de travaux de la Compagnie d'Anzin, qui vient de creuser la fosse Taffin. Augustin Bouillez, en compagnie de son fils, prend la direction du fonçage de la fosse. Les morts-terrains sont très aquifères, leur traversée est assez difficile mais le 12 mai 1840, lorsqu'à 160 mètres de profondeur, une troisième veine exploitable, d'un excellent charbon un quart gras, est découverte, tous les ouvriers entreprennent un pèlerinage à la Basilique Notre-Dame de Bon-Secours.
L'extraction commence en 1840, la production au début est assez faible. La fosse Lenglet devient fosse Soult à une date inconnue mais c'est sans doute par reconnaissance envers Nicolas Jean-de-Dieu Soult que la Compagnie de Thivencelles rebaptise sa fosse de Fresnes. Il avait contribué au développement de la Compagnie.
En 1845, une galerie de reconnaissance est exécutée au niveau de 170 mètres à travers bancs. À peu de distances du puits, les infiltrations d'eau ont commencé. Une petite galerie montante de reconnaissance a été essayée, mais l'eau n'a fait qu'affluer plus abondamment, car la galerie s'approchait davantage du grès vert, gorgé d'eau. Une machine d'épuisement a été installé à cette époque et est occupée à enlever l'eau qui s'introduit continuellement dans les travaux.
Vers 1886, le dernier étage d'extraction est à 344 mètres, et le fond du puits à 354 mètres. En 1894, la fosse Soult produit 46 165 tonnes de charbon. Le 1er décembre 1923 est terminé le raval du puits de 414 à 600 mètres. L'approfondissement du puits a permis de découvrir des veines déjà recoupées par les fosses des mines d'Anzin de Vieux-Condé et Fresnes-sur-Escaut. Dans les années 1920, la production est de 95 900 tonnes, et 92 245 tonnes en 1939.
La fosse Soult no 1 cesse l'extraction en 1947, peu après la Nationalisation. De 1947 à octobre 1955, elle est utilisée comme puits de service, puis, avec d'autres fosses, elle assure l'aérage de la fosse Ledoux jusqu'en 1970. Le puits, profond de 583 mètres, est comblé en 1971 et le chevalement abattu au début de l'année 1978. La Soginorpa occupé désormais le carreau de la fosse. La tête de puits est matérialisée, ce qui permet sa surveillance par le BRGM.
Terril no 235, Soult
La fosse Soult possédait un terril.

### Fosse Soultno2
50° 25′ 43″ N, 3° 34′ 31″ E

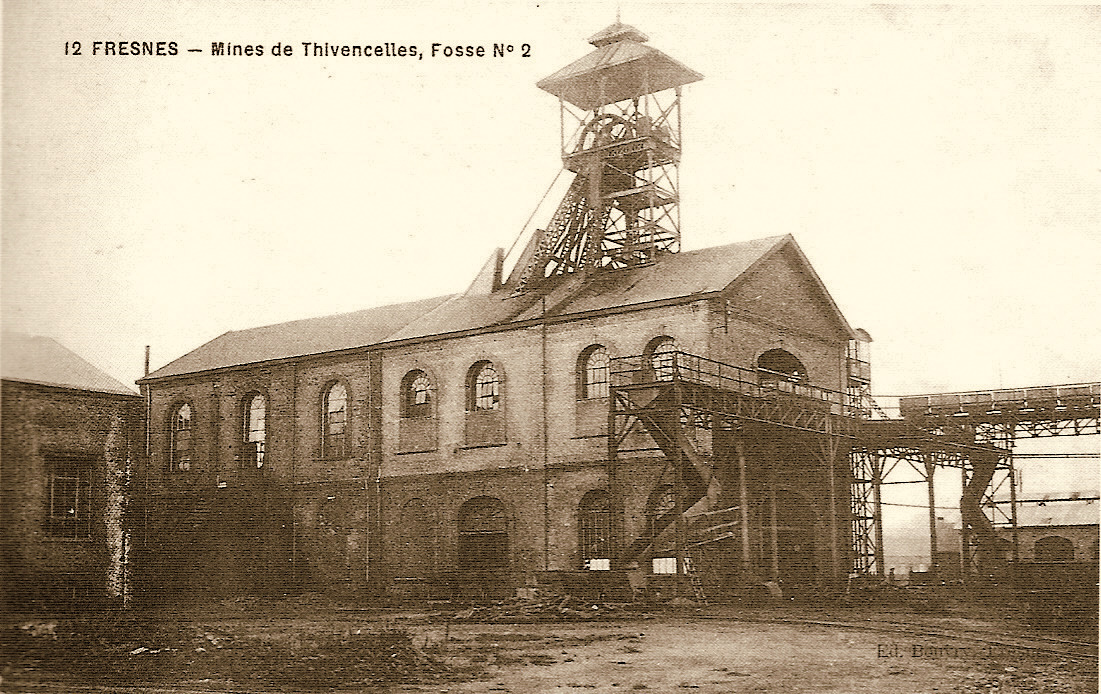
La fosse Soult no 2 vers 1910.

La fosse Soult no 2 est symboliquement ouverte durant l'été 1838, mais le fonçage ne débute qu'à partir de 1845. Elle est située à 330 mètres au sud-ouest de la fosse no 1, à Fresnes-sur-Escaut.
De manière générale, le gisement n'est pas beaucoup accidenté, contrairement à la concession de la Compagnie des mines d'Anzin où de grandes cassures ont été rencontrées. La veine Napoléon forme un dressant sous la fosse Soult no 2, si bien que les travaux de cette fosse ont recoupé trois fois cette veine sur une hauteur de cinquante mètres. La veine forme un dressant haut d'une vingtaine de mètres et deux crochets à la profondeur de 191 mètres.
Des accidents de terrain se présentent parfois de manière fort irrégulière : une veine qui est bel et bien stratifiée sur un point se montre fort tourmentée sur d'autres points. Les travaux ont atteint une assez grande profondeur et les infiltrations des eaux du grès vert ne sont plus à craindre. Des galeries à travers bancs à des étages inférieurs sont donc creusées vers 1867 pour faire des reconnaissances dans les quatre veines du sud, mais aussi pour explorer une bande de 300 mètres de largeur, qui reste encore au midi de la concession, et dans laquelle les travaux n'ont pas encore pénétré. La concession d'Escautpont étant très peu étendue, les exploitants considèrent comme important de l'explorer tout entière.
La profondeur de 293 mètres est atteinte en 1886 et la fosse produit 49 605 tonnes en 1891. Le puits Soult no 2, profond de 601 mètres, est comblé en 1970 et le chevalement abattu le 26 avril 1974. Une zone industrielle occupe au sud l'emplacement de la fosse et du lavoir, quant au puits, il est localisé dans un espace vert au nord du site. La tête de puits est matérialisée, ce qui permet sa surveillance par le BRGM.

### Avaleresse Lenglé
Une fosse dénommée Lenglé, différente de celle de Fresnes-sur-Escaut, est foncée en 1844 à Thivencelle, mais elle est très vite abandonnée dans les sables boulants,. Le puits est resté à l'état d'avaleresse. En 1859, un sondage est effectué à la fosse Pureur abandonnée depuis 1844, et un autre dénommé Saint Pierre situé 480 mètres au sud de la fosse Pureur, ils incitent la Compagnie de Thivencelles à reprendre la fosse Lenglé, mais c'est finalement une nouvelle fosse qui va être construite. Charbonnages de France ne semble pas avoir matérialisé la tête de puits, il n'est donc pas surveillé par le BRGM.

### Fosse Saint Pierre
| No | Épaisseur | Profondeur |
| -- | --------- | ---------- |
| 7  | 95 cm     | 297,16 m   |
| 6  | 115 cm    | 266,46 m   |
| 5  | 202 cm    | 256,24 m   |
| 4  | 90 cm     | 233,59 m   |
| 3  | 60 cm     | 225,79 m   |
| 2  | 40 cm     | 198,31 m   |
| 1  | 55 cm     | 190,21 m   |

50° 26′ 46″ N, 3° 37′ 10″ E

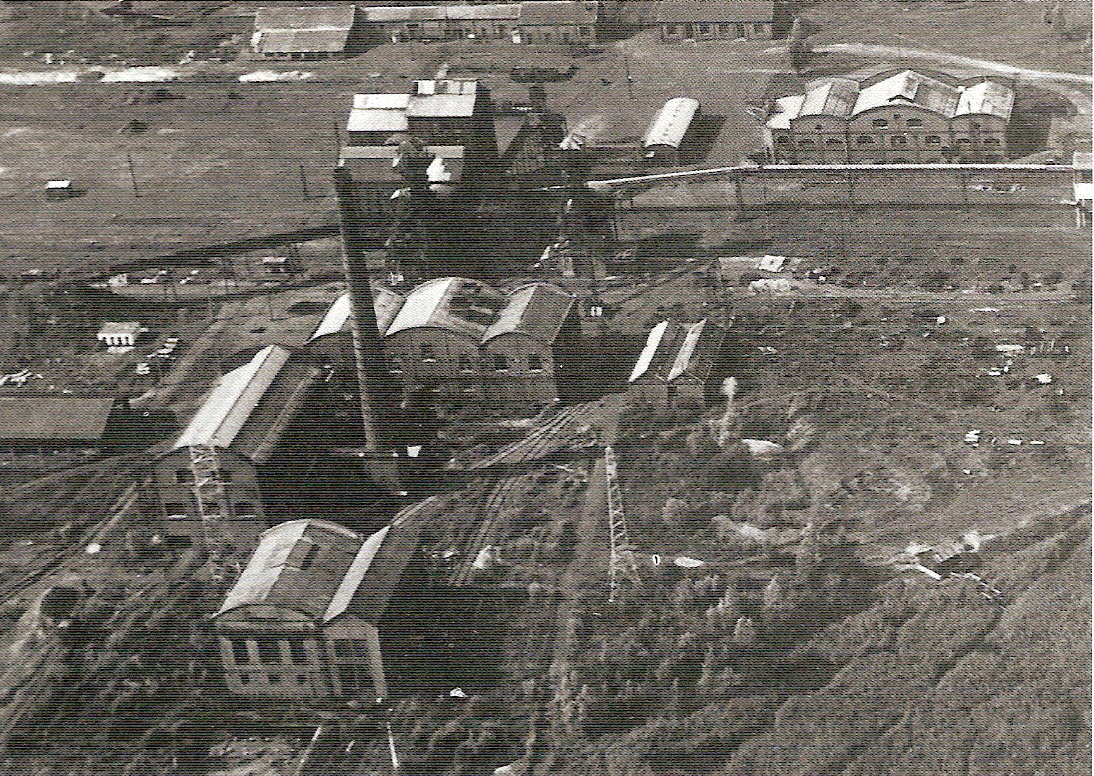
La fosse Saint Pierre en 1949.

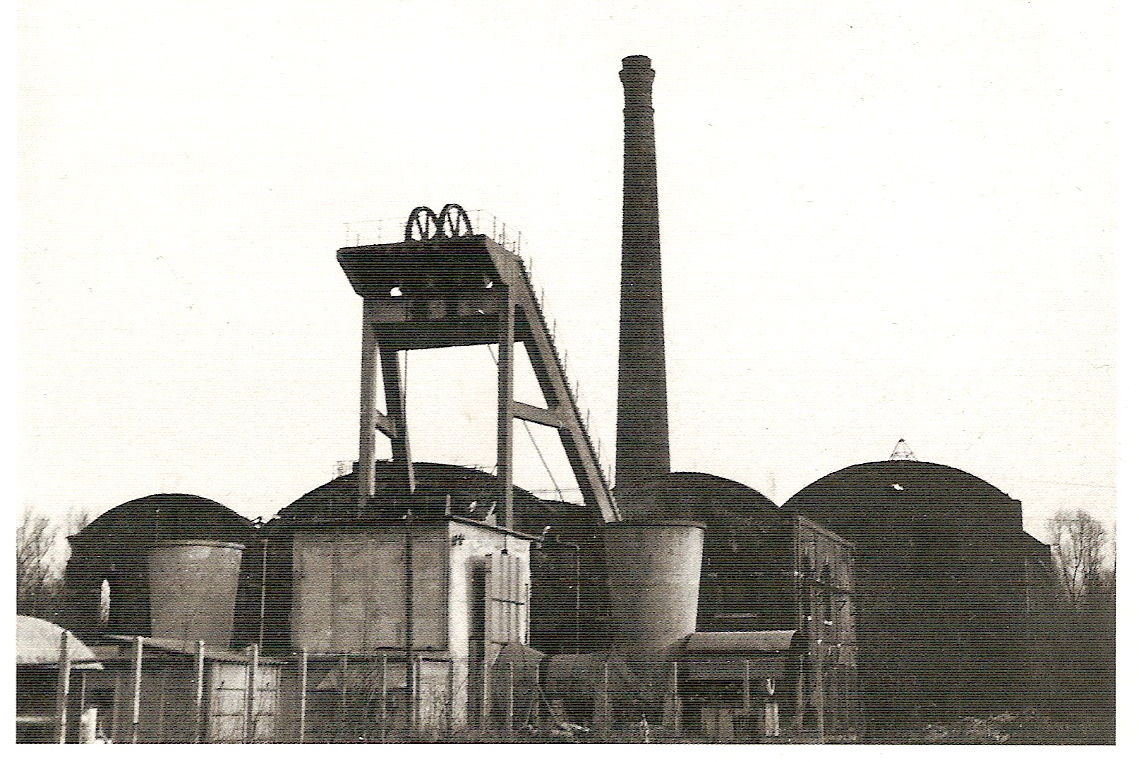
La fosse Saint Pierre en 1976.

La fosse Saint Pierre est située 500 mètres au sud de la fosse Pureur. Le sondage de Saint Pierre a permis de démontrer que le faisceau de veines est bien différent de celui découvert à la fosse Pureur, toutefois, des veines pourraient être communes aux deux sondages.
Deux nouveaux puits sont creusés à Thivencelle en 1861 et sont dénommés Saint Pierre, grand puits et petit puits, une dénomination unique dans le bassin. Le terrain houiller est atteint à la profondeur de 171 mètres, mais le gisement brouillé incite la Compagnie à abandonner la fosse alors que le puits atteignait 309 mètres de profondeur. Des accrochages ont été établis à 278 et 309 mètres,.
Au nord, les bowettes ne sont poussées que sur une faible distance. Vers le sud, elles sont poursuivies sur une longueur développée de 800 mètres, mais seuls des lambeaux de veines inexploitables sont recoupés, rejetés par de nombreux accidents. Les bancs sont généralement peu inclinés, ils sont presque plats à 600 mètres environ de la fosse, si bien qu'il est inutile de continuer l'exploration, puisque les galeries restent toujours dans la même bande de terrain houiller. Si le creusement de la bowette sud de l'étage de 278 mètres avait été prolongé, le grès vert aurait très certainement été recoupé puisqu'il descend à une grande profondeur dans cette région de la concession.
L'insuccès de la fosse Saint Pierre doit être attribué à ce que, vers 1860, les sondages fournissaient encore des renseignements incomplets sur la régularité des terrains traversés. Il n'était pas facile de bien découper et remonter les échantillons venant du fond, de sorte que les résultats n'indiquaient que l'importance en houille de la zone explorée, mais pas les chances d'une exploitation future. Selon Albert Olry, si l'industrie des sondages avait eu la perfection qu'elle possède dans les années 1880, les ingénieurs auraient été mis en garde contre l'irrégularité des terrains recoupés à Saint Pierre, et ils auraient peut-être hésité à y ouvrir une fosse.
On se résigne difficilement à abandonner un travail dans lequel on a engagé des capitaux considérables. La Compagnie de Thivencelle a pu augmenter son capital à la suite de la crise de 1873, elle reprend alors la fosse Saint Pierre et ravale un des puits à 430 mètres en 1876, au lieu d'en ouvrir une autre dans une partie encore inexploitée de ses vastes concessions. Des accrochages sont établis à 360 et 420 mètres puis à 492, 550 et 609 mètres lors des approfondissements successifs du puits. Le gisement plus profond est favorable, l'exploitation débute dans de bonnes conditions, bien que les terrains soit encore assez tourmentés.
La fosse Saint Pierre, dont les travaux sont peu développés, nécessite chaque jour l'exhaure de 2 500 hectolitres d'eau, bien que le grès vert soit cuvelé en fonte sur toute la hauteur de l'un des puits, et ne soit à nu dans l'autre que sur une hauteur de 1,20 mètre. La nécessité d'un épuisement considérable, qui augmente naturellement quand les travaux s'étendent, constitue une circonstance défavorable et onéreuse pour l'exploitation. 85 157 tonnes de houille sont produites en 1891, 100 005 tonnes en 1895. Dans les années 1920, la production est de 90 300 tonnes, et 214 490 tonnes en 1939.
Le petit puits, profond de 617 mètres est remblayé en 1955. Les chevalements sont abattus en décembre 1955 et celui du grand puits est remplacé par un autre en béton permettant l'entretien du puits. De puissants ventilateurs assurent le retour d'air de la fosse Ledoux jusqu'à sa fermeture en 1989. Le grand puits, profond de 653 mètres, est ensuite remblayé et le chevalement démoli en juillet 1989. Les têtes des deux puits sont matérialisées, ce qui permet leur surveillance par le BRGM.
Terril no 197, Saint Pierre
La fosse Saint Pierre possède un petit terril plateau, désormais recouvert par la végétation.

### Fosse Saint-Aybert
50° 26′ 56″ N, 3° 38′ 34″ E,

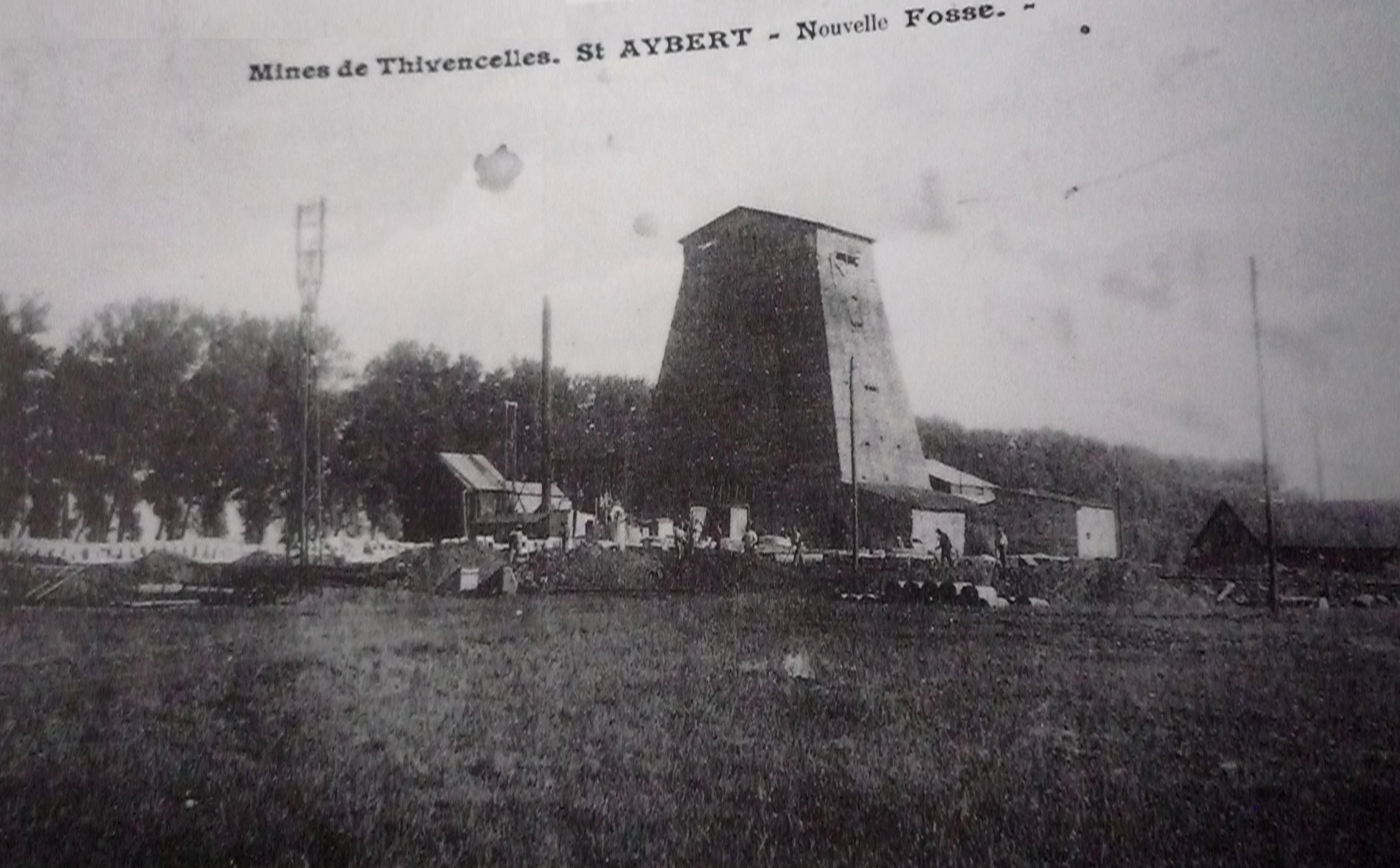
Le chevalement de fonçage, vers 1925.

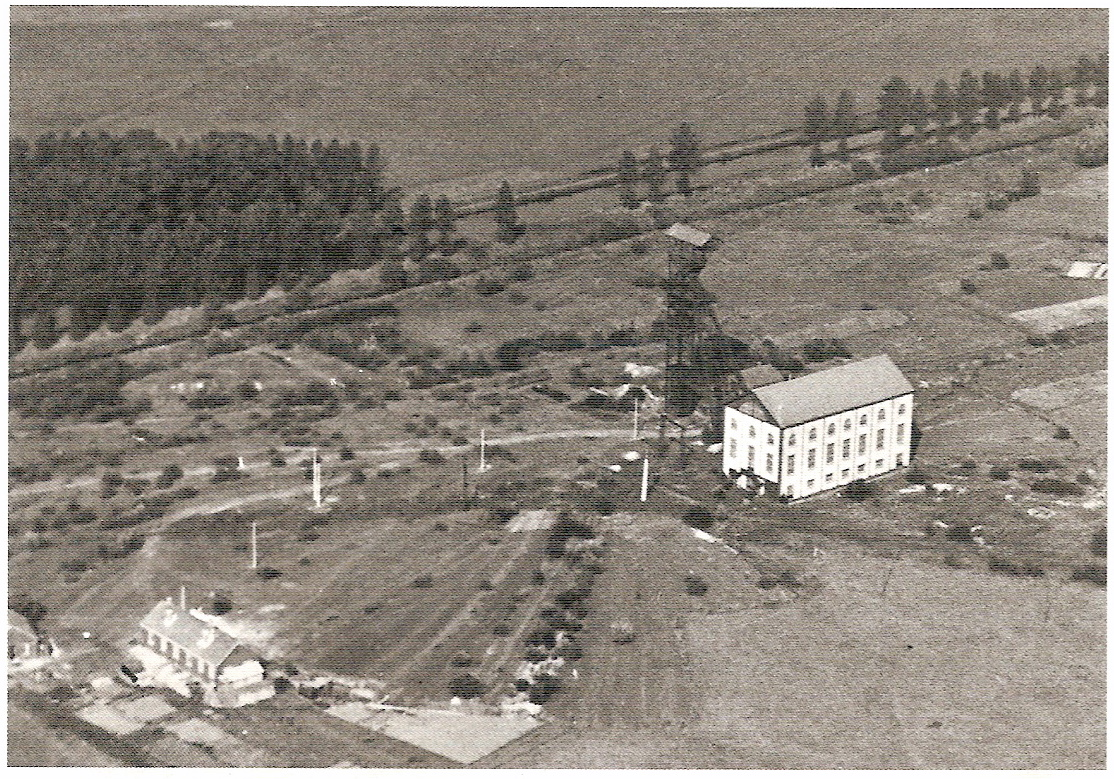
La fosse Saint-Aybert en 1949.

La concession de Saint Aybert est restée inexploitée à cause de son épaisse couche de morts-terrains. La Compagnie de Thivencelle a pour objectif d'y ouvrir une fosse moderne, avec un puits de grand diamètre.
Le fonçage commence le 11 mai 1925, à Thivencelle, près du Canal Mons-Condé. Le diamètre du puits est de cinq mètres. Le terrain houiller est atteint après avoir traversé 285 mètres de morts-terrains. En 1929, le puits de Saint-Aybert atteint la profondeur de 600 mètres. Le fonçage du puits Saint Aybert est achevé en février 1930, à la profondeur de 623,35 mètres,. Les couches de houille ont dix à 19,4 % de matières volatiles, elles sont plus grasses que le faisceau de la fosse Saint Pierre qui ont entre douze et quatorze pour cent de matières volatiles. L'allure des couches de la fosse Saint Aybert est aussi beaucoup plus tourmentée.
Cette fosse n'a jamais produit de charbon, elle a servi d'aérage et de puits de secours pour la concentration de Ledoux de la Nationalisation jusqu'en 1956. Le puits est remblayé en 1973. La tête de puits est matérialisée, ce qui permet sa surveillance par le BRGM.